# Descartes-Zahl
In der Zahlentheorie ist eine Descartes-Zahl eine ungerade Zahl, die eine ungerade vollkommene Zahl wäre, wenn einer ihrer zusammengesetzten Faktoren eine Primzahl wäre. Sie sind nach René Descartes benannt, der beobachtete, dass die Zahl {\displaystyle D=3^{2}\cdot 7^{2}\cdot 11^{2}\cdot 13^{2}\cdot 22021=(3\cdot 1001)^{2}\cdot (22\cdot 1001-1)=198585576189} eine ungerade vollkommene Zahl wäre, wenn {\displaystyle 22021} eine Primzahl wäre.
Unter der Annahme, dass {\displaystyle 22021} eine Primzahl ist, gilt nämlich für die Summe der Teiler:
{\displaystyle {\begin{aligned}\sigma (D)&=(3^{2}+3+1)\cdot (7^{2}+7+1)\cdot (11^{2}+11+1)\cdot (13^{2}+13+1)\cdot (22021+1)=(13)\cdot (3\cdot 19)\cdot (7\cdot 19)\cdot (3\cdot 61)\cdot (22\cdot 1001)\\&=3^{2}\cdot 7\cdot 13\cdot 19^{2}\cdot 61\cdot (22\cdot 7\cdot 11\cdot 13)=2\cdot (3^{2}\cdot 7^{2}\cdot 11^{2}\cdot 13^{2})\cdot (19^{2}\cdot 61)=2\cdot (3^{2}\cdot 7^{2}\cdot 11^{2}\cdot 13^{2})\cdot 22021=2D.\end{aligned}}}
Da {\displaystyle 22021=19^{2}\cdot 61} keine Primzahl ist, handelt es sich aber um keine ungerade vollkommene Zahl. Es ist eine offene Frage, ob es ungerade vollkommene Zahlen gibt (siehe Artikel Vollkommene Zahl).

## Definition
Eine Descartes-Zahl ist definiert als eine ungerade Zahl {\displaystyle n=m\cdot p}, wobei {\displaystyle m} und {\displaystyle p} teilerfremd sind und {\displaystyle 2n=\sigma (m)\cdot (p+1)} gilt, wobei {\displaystyle p} als „unechte“ Primzahl angesehen wird. Das oben angegebene Beispiel ist das einzige, das derzeit bekannt ist.
Wenn {\displaystyle m} eine ungerade fast vollkommene Zahl ist, d. h. {\displaystyle \sigma (m)=2m-1} gilt und {\displaystyle 2m-1} als „unechte“ Primzahl angenommen wird, dann ist {\displaystyle n=m\cdot (2m-1)} eine Descartes-Zahl, denn {\displaystyle \sigma (n)=\sigma (m\cdot (2m-1))=\sigma (m)\cdot 2m=(2m-1)\cdot 2m=2n}.
Wäre {\displaystyle 2m-1} eine Primzahl, wäre {\displaystyle n} eine ungerade vollkommene Zahl.

## Eigenschaften
Banks et al. konnten in 2008 zeigen, dass wenn {\displaystyle n} eine nicht durch {\displaystyle 3} teilbare und kubikfreie (also nicht teilbar durch eine Kubikzahl größer 1, vgl. quadratfrei) Descartes-Zahl ist, {\displaystyle n=k\sigma (k)} gilt für eine ungerade fast vollkommene Zahl {\displaystyle k} und {\displaystyle n} mehr als eine Million verschiedener Primteiler besitzt.
Zudem zeigten sie, dass die von Descartes entdeckte Zahl {\displaystyle D=3^{2}\cdot 7^{2}\cdot 11^{2}\cdot 13^{2}\cdot 22021} die einzige kubikfreie Descartes-Zahl ist, die weniger als sieben verschiedene Primteiler besitzt.

## Verallgemeinerung
Eine Möglichkeit, den Begriff der Descartes-Zahl zu verallgemeinern, besteht darin, auch negative Basen zuzulassen. John Voight fand das Beispiel {\displaystyle 3^{4}\cdot 7^{2}\cdot 11^{2}\cdot 19^{2}\cdot (-127)^{1}}.